# Vaillant (navire)
Pour les articles homonymes, voir Vaillant.
Le Vaillant est un vaisseau de ligne de deuxième rang portant 64 canons sur deux ponts construit à Toulon par Noël Pomet. Il est mis en chantier pendant la vague de construction qui sépare la fin de guerre de Succession d'Autriche (1748) du début de la guerre de Sept Ans (1755). Il sert dans la Marine française de 1755 à 1783, traversant deux conflits avec l'Angleterre : la guerre de Sept ans et la guerre d'Indépendance américaine.

## Historique
En 1757, le Vaillant est commandé par Surin de Murat lorsqu'il est affecté à la division de 4 vaisseaux du chef d'escadre Noble du Revest qui doit faire voile pour l'Amérique du Nord afin d'y défendre Louisbourg. Le 18 mars, il appareille de Toulon et réussit à franchir le détroit de Gibraltar malgré la surveillance anglaise et arrive le 15 juin à destination, participant ainsi à l'importante concentration navale qui sauve Louisbourg de l'invasion cette année-là. En octobre, le Vaillant quitte la place pour rentrer en France. Comme les autres vaisseaux, il est touché par la grave épidémie de typhus qui ravage les équipages.